# Пётр (куропалат)
Пётр (греч. Πέτρος, лат. Petrus; VI век, Арабиссус — 602, Константинополь) — брат императора Византии Маврикия, который правил в 582—602 годах.
Сын Павла, главы византийского сената. Его братом был Маврикий, византийский император, сёстрами — Гордия, жена стратига Филиппика и Феоктиста. Его сын Домициан (ок. 550—602) был архиепископом Мелитены.
Будучи куропалатом, он был важным военачальником византийской армии. Наряду с Приском и Коментиолом Пётр являлся одним из трёх главнокомандующих балканских кампаний Маврикия.
Пётр сменил более талантливого стратега Приска на посту главнокомандующего войсками в Мёзии в 594 году, поскольку был более лоялен к брату-императору. Причиной этой перестановки был отказ Приска подчиниться приказу императора провести зиму на северном берегу Дуная в 593 году и продолжить воевать со славянами.
В 594 году Пётр победил славян под Маркианополем и удерживал Дунай между Новами и дельтой Дуная. Позже он переправился через Дунай и дошёл до реки Гелибация (Иливакия), разбив многочисленные славянские племена. В 601 году победил аваров в нескольких сражениях на их землях за Дунаем.
Когда в 602 году император приказал своим войскам провести зиму на северном берегу Дуная, Пётр, в отличие от Приска за девять лет до этого, подчинился приказу. В результате разгорелся мятеж, и, хотя Пётр тщетно пытался успокоить свои войска, они двинулись на Константинополь и свергли Маврикия. Сам Пётр был убит.
Хотя Феофилакт Симокатта представил Петра неспособным, полагаясь на Приска как на единственного живого свидетеля, опыт брата императора был достаточным, чтобы рассматривать его как возможного автора «Стратегикона Маврикия».